# Castlevania Chronicles
Castlevania Chronicles (en Japón Akumajō Dracula 悪魔城ドラキュラ Akumajō Dorakyura, traducido literalmente como Devil's Castle Dracula) es un videojuego producido por Konami para la Sharp X68000 (ordenador personal). En su formato original de 2 discos floppy, el juego nunca fue lanzado a la venta fuera de Japón ya que la X68000 era una producto exclusivo del mercado japonés. Fue nombrado no oficialmente como Akumajō Dracula X68000" y "Castlevania X68000".
En el 2001 Akumajō Dracula fue nombrado por Konami como Castlevania Chronicles, y fue exclusivo para la consola casera de PlayStation, el juego fue comercializado fuera de Japón hacia los mercados de Norteamérica y Europa y fue la primera vez que se comercializaba. En estos momentos está disponible a través de PlayStation Network (solo para PS3).

## Historia
La trama del juego es la misma del primer Castlevania de NES (también forma parte de la cronología oficial).
En la noche de Pascua del año 1691 unos monjes oscuros se reunieron en una capilla para a través de un ritual de sangre revivir a Dracula Vlad Tepes, Rey oscuro de Valaquia asesinado 100 años atrás por Christopher Belmont. Simon Belmont, tatara nieto de Soleiyu Belmont (Castlevania II: Belmont's Revenge), toma el látigo legendario de su familia y se embarca a Castlevania para destruir al príncipe de las tinieblas y restaurar la paz en Europa.

## Jugabilidad
El juego mantiene el mismo estilo de juego del primer Castlevania para NES. Consiste en un juego de avance en dirección lineal con secciones de plataformas en donde el protagonista usa su látigo y las armas secundarias para avanzar por el castillo hasta llegar a la sala del trono. Al final de cada nivel se encuentra con su jefe de fase quien deberá ser derrotado para pasar al siguiente nivel.
La reedición incluye además escenas cinemáticas (2 en total) y algunos cambios visuales. Tal y como el juego original, los ítems más valiosos están escondidos los cuales dan más puntos que los comunes, también las vidas extras están escondidas en lugares difíciles de alcanzar. Algo notable es la dificultad, la cual aumenta si comienzas una segunda aventura después de terminar la primera, como por ejemplo los enemigos bajan aún más energía de la que ya bajaban, nuevos enemigos en lugares en donde no estaban, e incluso ítems para recuperar energía ya no aparecerán tan seguido. En conclusión este juego tenía en total 6 diferentes dificultades acabando el juego 6 veces, cada nuevo inicio es mucho más difícil que el anterior.
El relanzamiento en el PlayStation de Sony, Castlevania Chronicles, es una versión mucho más expandida que la versión del X68000. Esta incluye una nueva cinemática de introducción y un nuevo final, con nuevas ilustraciones realizadas por Ayami Kojima (Ilustradora del juego Castlevania: Symphony of The Night), nuevos modelos para Simon Belmont y Dracula, nuevos gráficos y efectos de sonido, y un más ajustable nivel de dificultad. Pero no por eso se perdió la versión original ya que los poseedores de esta versión del PlayStation podrían seleccionar en el Menú de inicio Arrange Mode para la versión del juego con la nueva actualización o "Original Mode" el cual es la versión original que salió en la Sharp X68000. 
Lo nuevo de esta versión "Arrange Mode" es que puedes desbloquear nuevas cosas como por ejemplo una galería de arte, así como también un modo llamado "Time Attack Mode" (exclusivo para las versiones de U.S. y Europa de este juego) el cual dejaba que los jugadores seleccionaran un nivel y lo terminaran en el menor tiempo posible, la galería de arte incluye ilustraciones de Ayami Kojima la cual se encargó del arte de Castlevania Symphony of The Night (PlayStation).